# Библиотекарь (картина)
«Библиотекарь» (итал. Il Bibliotecario) — «непревзойденный образец философской карикатуры» работы итальянского художника Джузеппе Арчимбольдо. Выполнен в экспериментальной геометризирующей технике, предвещающей кубизм. Оригинал, по-видимому, утрачен.

## Контекст
О ранней жизни Джузеппе Арчимбольдо мало что известно. Как и многие итальянские художники, он начал свою карьеру с выполнения нескольких заказов в различных местах, таких как создание витражей, фресок и шпалер в Милане, Комо и Монце. В 1562 году он стал официальным портретистом императора Священной Римской империи Максимилиана II. Картина «Библиотекарь» является одной из серии портретов членов окружения императора, написанных Арчимбольдо, соответствуя по стилю работам «Юрист» и «Повар». Портрет датируется 1562 годом, однако некоторые считают датой написания портрета приблизительно 1566 год. В тот период Арчимбольдо создал ряд антропоморфных портретов людей с использованием различных объектов, имеющих связь с жизнью или профессиональной деятельностью человека, таких как фрукты, овощи, цветы. Однако в данном случае, используя книги, Арчимбольдо впервые написал картину, в которой нет элементов природы.

## Восприятие
После смерти в 1593 году в возрасте всего 66 лет, Арчимбольдо был на долгое время забыт. Интерес к нему вновь проявился в XX веке, когда его начали называть «дедом сюрреализма». Исследователь творчества Арчимбольдо Бенно Гейгер охарактеризовал картину «Библиотекарь» как «триумф абстрактного искусства в XVI веке». В 1957 году историк искусства Свен Альфонс первым сделал вывод о том, что на этом портрете изображён Вольфганг Лазиус (1514—1565), гуманист и историк, служивший при дворе династии Габсбургов. В контексте интерпретации работы как сатирической насмешки над библиотекарями и учёными, К. К. Элхард предположил, что картина, ставшая «неотъемлемой частью визуальной истории библиотечной профессии», может быть пародией на «материалистических коллекционеров книг, более заинтересованных в приобретении книг, чем в их чтении». Несмотря на всю провокационность изображения, современники признали верность портрета библиотекаря, и спустя 400 лет репутация Лазиуса, получавшего книги любыми средствами, в том числе и путём кражи, остаётся неизменной.

## Описание
Фигура библиотекаря строится из жёстко геометризованных форм (стилистика кубизма): она представляет собой стопку книг на фоне серо-голубого занавеса. Пальцы — это бумажные закладки, жадно сжимающие книги (намёк на то, что из-под пера Лазиуса вышло более 50 томов), глаза — это костяные ключи с брелоками (как отсылка на суетливое хранение драгоценных томов), а борода — метёлка из кисточек для смахивания пыли. Причёска же представляет собой раскрытую книгу с крючками (аллегория заполненности головы знаниями).

## История
Долгое время считалось, что оригинал «Библиотекаря» висит в шведском замке Скоклостер рядом с «Вертумном» того же художника. Оригинальное название картины неизвестно, «Библиотекарем» (швед. Bibliotekarien) её назвали при инвентаризации в XX веке. В 1970 году картина была вставлена в новую раму. Считается, что эта картина была привезена в Швецию в качестве военного трофея генералом Гансом Кристофом фон Кёнигсмарком после разграбления Пражского града во время битвы под Прагой 1648 года.
Научное исследование 2011 года показало, что шведский «Библиотекарь» является поздней копией оригинальной картины Арчимбольдо, местонахождение которой неизвестно. Известны ещё три версии картины худшего качества.